# Sporopipes squamifrons
El tejedorcito escamoso (Sporopipes squamifrons) es una especie de ave paseriforme de la familia Ploceidae propia del África austral.

## Distribución

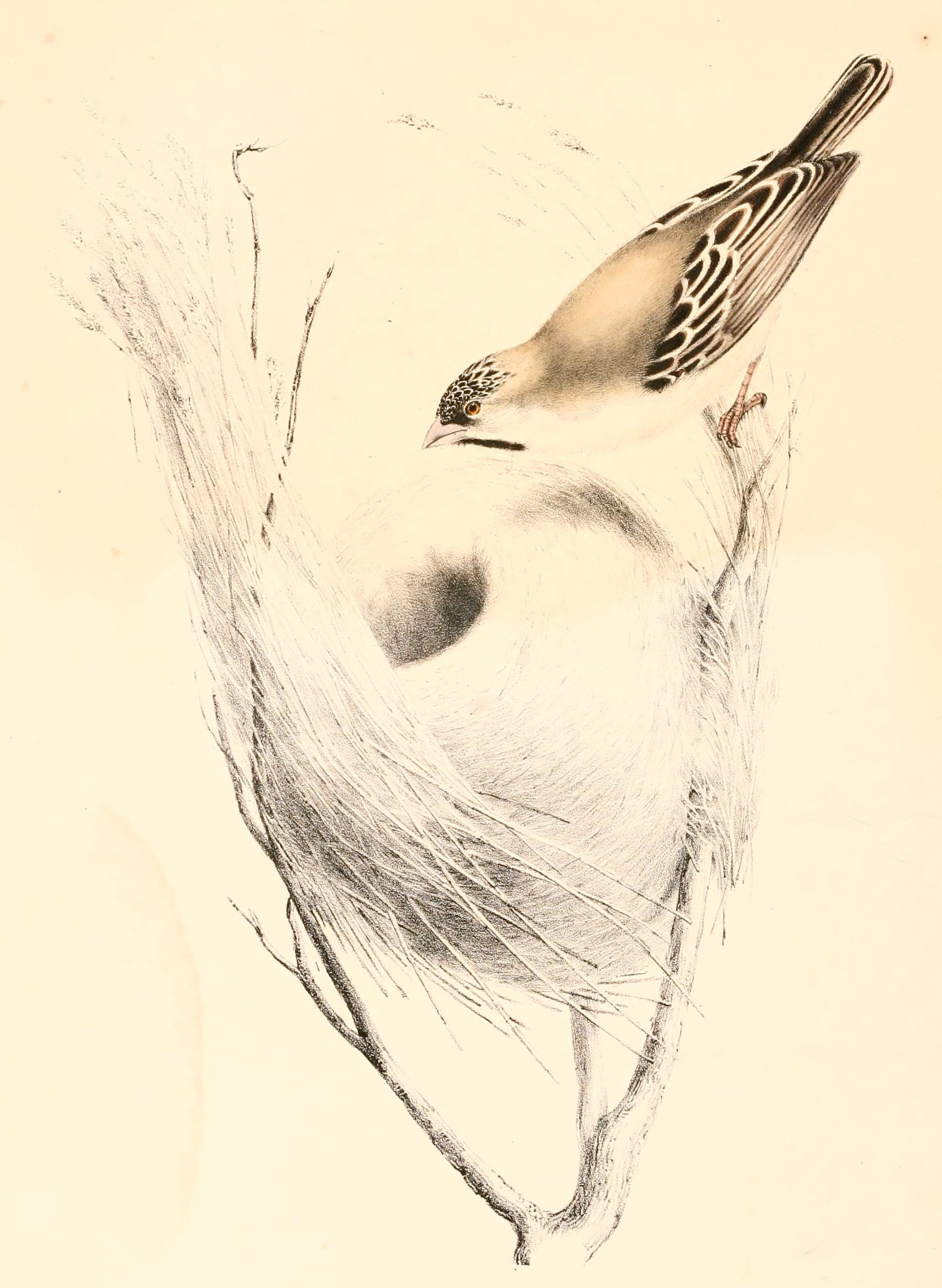
Adulto con su nido esférico.

Se encuentra en Angola, Botsuana, Namibia, Sudáfrica, Zambia y Zimbabue.